# Jouanins stormvogel
De Jouanins stormvogel (Bulweria fallax) is een vogel uit de familie van de stormvogels en pijlstormvogels (Procellariidae). Deze vogel is genoemd naar de Franse ornitholoog Christian Jouanin, die deze soort in 1955 geldig heeft beschreven.

## Verspreiding en leefgebied
Deze soort broedt op Socotra en mogelijk in Oman en bevindt zich buiten de broedtijd in het noordwestelijke deel van de Indische Oceaan en in de Golf van Aden. 

## Status
De grootte van de populatie wordt geschat op 2500-10.000 volwassen vogels. Op de Rode lijst van de IUCN heeft deze soort de status gevoelig.